# 哈爾登監獄
哈尔登监狱（挪威語：Halden fengsel）是位于挪威哈尔登的一所最高安全级别监狱。该监狱拥有三大单元，并不设有传统的安全装置。作为挪威第三大监狱，它于2010年成立，注重囚犯的改造，其设计模仿外界生活环境。囚犯可参与体育和音乐等活动，并与未携带武器的狱警互动，以营造社区感。由于其人道条件，哈尔登监狱获得2010年阿恩斯坦·阿内贝格奖（Arnstein Arneberg Award）室内设计奖，并成为纪录片的主题，但也因其“过于宽松”的理念而受到批评。

## 概况
哈尔登监狱位于挪威东福尔的哈尔登市，
建造时间超过十年，总造价为15亿挪威克朗（约合10亿元人民币）。
监狱于2010年3月1日接收第一批囚犯， 并于4月8日由挪威国王哈拉尔五世正式揭幕。 它是挪威第二大监狱， 容纳囚犯248至252人。 占地面积约75英畝（30公頃）。
作为最高安全级别的监狱， 哈尔登监狱关押包括强奸犯、杀人犯与毒贩在内的严重及极度危险罪犯。 其中约一半为此类罪犯，三分之一则为毒品犯罪者。 性犯罪者以及需接受心理或医疗监护的囚犯被安置在A单元，该区域隔离且安全级别更高。 C8单元则专注于戒毒康复。 大部分囚犯居住于B和C单元，这些区域相对自由，且为混合编排。 哈尔登监狱接收本国及国际囚犯；截至2015年，约三分之二为非挪威籍， 故同时使用挪威语和英语，并设有英语教师。 但要入住C8单元，囚犯必须具备挪威语流利能力，以配合小组及个体心理辅导。
监狱未设传统安全设施，如铁丝网、电网、瞭望塔或狙击手。 但配有防弹玻璃、6米 × 1,500米（20英尺 × 4,921英尺）厚的混凝土钢墙，以及供狱警使用的地下通道系统。 虽然监狱区域内设有监控摄像头，但囚室、走廊、公共活动区、教室及多数工坊内均无安装。 暴力事件较少，且主要发生于A单元。 若囚犯之间有冲突，将安排由狱警监督的调解会。 若调解无效或犯规屡次，将被惩处为单独囚禁或调往他监。

## 设计
该监狱由丹麦的Erik Møller建筑事务所与挪威的HLM Arkitektur AS联合设计， 此设计团队是由挪威司法与公安部与挪威国家建设与财产管理局举办竞赛后选定的。
该建筑以改造为中心理念，整体布局模拟小型社区，期望囚犯能将自己视为社会的一部分。 政府理念认为“监狱内外生活差距越小，重返社会越容易”。 室内空间通过颜色与设计划分为“家”、“学校”和“工作场所”的不同区域。 设计团队在建筑布局上尽量分隔各功能区域，以鼓励囚犯步行，从而加强他们与外界的联系。 走廊铺设摩洛哥瓷砖，墙面装饰如水仙花或巴黎街道等大型照片。
外观采用砖块、镀锌钢与落叶松木材，而非常见混凝土。 烧制的黑色与红色砖块灵感源自当地的树林、苔藓与基岩。 自然元素如桦树、越橘与松树也有助于囚犯改造过程。 钢材象征“惩罚”，为硬性材质，而落叶松则象征“成长与复健”，为软性材质。 院墙与卫生间门由挪威街头艺术家Dolk创作的涂鸦装饰， 该艺术项目预算为600万挪威克朗（约合400万元人民币）。
整体设计目标是避免心理压力、冲突与人际摩擦。 尽管如此，监狱围墙的设置仍以安全为首要考量。 由于其无处不在，该墙既被视为“惩罚的象征与工具”，剥夺了囚犯的自由。设计师之一古德伦·莫尔登（Gudrun Molden）如此表示。

## 监狱生活
每间囚室面积为10平方（110平方英尺），配有平板电视、书桌、小冰箱、带淋浴的厕所，以及无铁栏的垂直窗户以增强采光。 每10至12间囚室共用一个公共区域，配有厨房与客厅。 厨房配备不锈钢餐具、瓷质餐盘与餐桌，客厅设有模块化沙发与电子游戏机。 尽管提供餐食，囚犯仍可在监狱超市购买食材自行烹饪。
囚犯每天有12小时锁在囚室中，其余时间被鼓励外出活动。 为鼓励活动，每日外出可获得53挪威克朗（约合36元人民币）津贴。 狱长阿勒·霍伊达尔指出，囚犯活动越少，越容易出现攻击行为。
监狱设有“活动楼”， 每天8:00至20:00开放，囚犯可参加慢跑、踢足球、木工、烹饪和音乐课等。 录音室中，囚犯可以录制音乐，也可参与由地方广播电台播放的月度节目。 此外，还有图书馆（藏书、杂志、CD、DVD）、设有攀岩墙的健身房，以及小教堂。 囚犯还会被发放问卷，征求对监狱生活的改善建议。
囚犯每周可接受家人、伴侣或朋友两次、每次两小时的私人探访。 探访房设有沙发、水槽、橱柜，并提供床单、毛巾与安全套。 有家庭的囚犯可使用更大的家庭房，配有玩具与婴儿更换台。 探访后将对囚犯进行检查，如发现违禁品，将失去私人探访权利。 高风险罪犯与有毒品犯罪记录的访客将被禁止该类探访。 此外，还有一间独立小木屋式房屋，允许囚犯与家人共度24小时。 小屋内设有厨房、两间卧室、浴室、客厅（配有餐桌、沙发与电视）与户外儿童游乐区。 外籍人士不可进入，囚犯需完成儿童发展教育课程方可使用此探访权利。 探访期间，工作人员会定时巡查囚犯与家属情况。

## 工作人员
截至2012年，哈尔登监狱共有340名工作人员，包括教师、医护人员、私人健身教练及狱警（狱警须接受为期两年的培训课程，内容涵盖社会工作，因而同时兼任社工）。 监狱实施“动态安全”理念，鼓励工作人员与囚犯建立人际关系，从而预防潜在的暴力事件，并保障整体安全。 狱警与囚犯一起用餐、运动，并通常不携带武器，因为枪支会造成威慑与距离感。 建筑师佩尔·霍伊加德·尼尔森（Per Hojgaard Nielsen）指出，这种互动旨在“营造家庭感”； 而狱警也可作为榜样，帮助囚犯重建日常生活节奏，以便刑满释放后顺利融入社会。 一半以上的狱警为女性，狱长霍伊达尔（Høidal）认为这有助于降低攻击性。 狱警工作站被设计得狭小，以鼓励他们更多地走出站位、与囚犯互动。

## 影响
哈尔登的居民普遍将监狱视为就业机会，而非负面因素。 网络杂志《北欧页面》的妮娜·玛格丽塔·霍耶（Nina Margareta Høie）称该监狱“以欧洲最人道的条件而闻名”。 《时代杂志》的威廉·李·詹姆斯（William Lee James）与《卫报》的阿米莉亚·简特尔曼（Amelia Gentleman）均称其为“世界上最人道的监狱”。 BBC报道称，苏格兰的格兰扁监狱（HMP Grampian）在设计上受到哈尔登的启发。 负责威灵伯勒监狱重建项目的英国建筑事务所 Bryden Wood 也参考了哈尔登的理念，称其为“世界领先的改造型监狱案例”。
《時代雜誌》描述哈爾登監獄的犯人矯治工作，每一間牢房令人感到非常舒適且優雅，不僅有平面電視、冰箱，還有直立式窗戶，打開後可以讓更多的陽光投射進入房內，以及有設計師專門為監獄設計的傢俱。大約以10至12個牢房為單位，囚犯可共用廚房與客廳，還有慢跑跑道與音響設備，此外，還有提供烹飪與音樂課程給囚犯。有半數的監獄警衛是女性，幾乎所有的警衛沒有武裝配備，因為警槍會產生不必要的脅迫，甚至會增加人際間的距離。進入監獄的囚犯都會收到一份問卷，問卷的內容主要是詢問如何改善囚犯本身的牢獄生活。
這篇文章還表示，在再犯率的部分，雖然與其他國家相比，還是有一點點的差距，但是只有約百分之20的挪威犯人會在2年內回到監獄內，反觀美国與英国高達百分之50至60。典獄長阿累·何伊多（Are Hoidal）曾表示「在挪威的監獄系統裡，是最重視人權與尊嚴。我們不認為這個系統有任何令人感到稀奇的地方」。哈爾登監獄希望以人道主義 (心理教導) 方式感化犯人，而並非透過由單純的暴力解決問題。相比於其他國家監獄面對制服犯人的處理方式，哈爾登監獄最高制服犯人的處理手法僅是把犯人綑綁於小床上。
2010年，哈尔登监狱入围世界建筑节奖项， 并因其室内设计获得阿恩斯坦·阿内贝格奖。 2014年，迈克尔·马德森（Michael Madsen）为文·温德斯的3D纪录片系列《文化大教堂》执导了一部短片，探讨监狱建筑对囚犯社会化的影响。 同年，芬兰广播公司（芬兰广播公司）也制作纪录片《北欧》，记录了纽约阿蒂卡惩教所前典狱长詹姆斯·康威（James Conway）访问哈尔登监狱的反应。 康威称：“这是监狱乌托邦。我不认为还能再更自由了——除非直接把钥匙交给囚犯。” 在2015年纪录片《下一站入侵》中，美国导演迈克尔·摩尔将哈尔登监狱作为美国监狱制度应仿效的典范。
然而，挪威右翼民粹主义政党进步党曾对该监狱提出批评。 从2000年到2014年，挪威监狱中外籍囚犯比例从8.6%升至34.2%， 时任副主席佩尔·桑德贝里指责哈尔登“高标准”的条件吸引了外国罪犯，并主张应优先将其设施提供给挪威公民。 该党还批评哈尔登的生活条件“比许多养老院还要好”。 英国Channel 5曾于2020年11月播出一部45分钟纪录片《世界上最豪华的监狱》。 该片由保守派政治人物安·维德科姆主持，她大多持批评态度，认为“监狱不应与正常生活相仿”。
2011年7月，有多個媒體來源指出，殺人犯安德斯·贝林·布雷维克極有可能會被發監至哈爾登監獄服刑。實際上，從被判決的次日即2012年8月25日起，他就被關押在伊拉監獄。